# Pterapicus kazenasi
Pterapicus kazenasi är en stekelart som beskrevs av Dzhanokmen 1976. Pterapicus kazenasi ingår i släktet Pterapicus och familjen puppglanssteklar.
Artens utbredningsområde är Kazakstan. Inga underarter finns listade i Catalogue of Life.